# Futbol Club Santa Coloma 2013-2014
Questa voce raccoglie le informazioni riguardanti il Futbol Club Santa Coloma nelle competizioni ufficiali della stagione 2013-2014.

## Stagione
Nella stagione 2013-2014 l'FC Santa Coloma ha disputato la Primera Divisió, massima serie del campionato andorrano di calcio, terminando la stagione al primo posto con 42 punti conquistati in 20 giornate, frutto di 13 vittorie, 3 pareggi e 4 sconfitte, vincendo il campionato andorrano per la settima volta nella sua storia. Grazie a questo piazzamento si è qualificato al primo turno preliminare della UEFA Champions League 2014-2015. Nella Copa Constitució l'FC Santa Coloma è sceso in campo dai quarti di finale, raggiungendo le semifinali dove è stato eliminato dal Sant Julià. Nella UEFA Europa League l'FC Santa Coloma è stato subito eliminato al primo turno preliminare dagli islandesi del Breiðablik.

## Rosa
| N. |                      | Ruolo | Calciatore           |
| -- | -------------------- | ----- | -------------------- |
| 1  | Andorra (bandiera)   | P     | Eloy Casals          |
| 2  | Argentina (bandiera) | D     | Walter Wagner        |
| 3  | Andorra (bandiera)   | D     | Oriol Fité           |
| 4  | Andorra (bandiera)   | D     | Felipe Gonçalves     |
| 5  | Andorra (bandiera)   | C     | Marc Rebés           |
| 6  | Andorra (bandiera)   | C     | Cristopher Pousa     |
| 7  | Andorra (bandiera)   | A     | Marc Pujol           |
| 8  | Andorra (bandiera)   | C     | Genís García         |
| 9  | Argentina (bandiera) | A     | Alejandro Romero     |
| 10 | Andorra (bandiera)   | D     | Lluis Blanco         |
| 11 | Spagna (bandiera)    | A     | Albert Mercadé       |
| 12 | Spagna (bandiera)    | P     | Israel Pérez-Serrano |
| 13 | Andorra (bandiera)   | D     | David Ribolleda      |

| N. |                       | Ruolo | Calciatore             |
| -- | --------------------- | ----- | ---------------------- |
| 14 | Spagna (bandiera)     | A     | Isma Quiñones          |
| 15 | Andorra (bandiera)    | D     | Adria Sanchez Roque    |
| 16 | Andorra (bandiera)    | A     | Adam Smith Huguet      |
| 17 | Andorra (bandiera)    | C     | Samir Bousenine        |
| 18 | Andorra (bandiera)    | C     | Jorge Rivas Coelho     |
| 19 | Andorra (bandiera)    | D     | Gilbert Sánchez        |
| 20 | Andorra (bandiera)    | C     | Joao Pedro Lopes Leita |
| 21 | Andorra (bandiera)    | D     | Javi Sánchez           |
| 22 | Andorra (bandiera)    | D     | Txema                  |
| 23 | Spagna (bandiera)     | C     | Juanfer                |
| 24 | Brasile (bandiera)    | A     | Allan Nepomuceno       |
| 26 | Portogallo (bandiera) | C     | Antonio Marinho        |

## Risultati

### UEFA Europa League

#### Primo turno preliminare
| Arbitro: | Chris Reisch |

|                                                       |           |  |
| Hreiðarsson 19’ Hreinsson 23’, 25’ Lýðsson 61’ (rig.) | Marcatori |  |

| Andorra la Vella 11 luglio 2013, ore 17:30 UTC+2 Ritorno | FC Santa Coloma | 0 – 0 referto | Breiðablik | Estadi Comunal d'Andorra la Vella\| Arbitro: \| Dennis Antamo \| |
| Arbitro:                                                 | Dennis Antamo   |               |            |                                                                  |

## Statistiche

### Statistiche di squadra
| Competizione       | Punti | In casa | In casa | In casa | In casa | In casa | In casa | In trasferta | In trasferta | In trasferta | In trasferta | In trasferta | In trasferta | Totale | Totale | Totale | Totale | Totale | Totale | DR  |
| Competizione       | Punti | G       | V       | N       | P       | Gf      | Gs      | G            | V            | N            | P            | Gf           | Gs           | G      | V      | N      | P      | Gf     | Gs     | DR  |
| ------------------ | ----- | ------- | ------- | ------- | ------- | ------- | ------- | ------------ | ------------ | ------------ | ------------ | ------------ | ------------ | ------ | ------ | ------ | ------ | ------ | ------ | --- |
| Primera Divisió    | 42    | 10      | 6       | 1       | 3       | 22      | 7       | 10           | 7            | 2            | 1            | 28           | 5            | 20     | 13     | 3      | 4      | 50     | 12     | +38 |
| Copa Constitució   | -     | 2       | 1       | 1       | 0       | 5       | 3       | 2            | 1            | 0            | 1            | 1            | 3            | 4      | 2      | 1      | 1      | 6      | 6      | 0   |
| UEFA Europa League | -     | 1       | 0       | 1       | 0       | 0       | 0       | 1            | 0            | 0            | 1            | 0            | 4            | 2      | 0      | 1      | 1      | 0      | 4      | -4  |
| Totale             | -     | 13      | 7       | 3       | 3       | 27      | 10      | 13           | 8            | 2            | 3            | 31           | 13           | 26     | 15     | 5      | 6      | 56     | 22     | +34 |